# The Dead Eye
The Dead Eye är det femte studioalbumet av det svenska thrash metal-bandet The Haunted. Bandet spelade in skivan mellan den 1 och 7 maj 2006 i Puk Studio och mellan den 8 och 31 maj 2006 i Antfarm Studio i Danmark. Albumet producerades av The Haunted tillsammans med Tue Madsen, som också mixade och mastrade bandets förra album Revolver. Det släpptes den 30 oktober 2006 internationellt och den 31 oktober i Nordamerika, av skivbolaget Century Media Records. Albumet läckte emellertid ut redan innan dess utgivning, och diskuterades på The Haunteds officiella forum, på vilket sångaren Peter Dolving reagerade upprört. Bandet spelade in musikvideor till låtarna "The Flood" och "The Drowning".
Recensenter reagerade på att albumet skiljer sig mycket från tidigare The Haunted-album, vilket Eduardo Rivadavia på Allmusic tror kan komma att skrämma bort vissa anhängare till bandet. Keith Bergman på Blabbermouth.net anser att The Dead Eye är mer organiskt än tidigare album och att fokus ligger på imponerande sångskrivande och intensivt spelande. Båda recensenter är överens om att den utveckling av sitt ljud som bandet genomfört på skivan är övervägande positiv. Jackie Smit på webbplatsen Chronicles of Chaos skriver att The Dead Eye visserligen är bra, men inte lika bra som Revolver. Greg Pratt, recensent för tidningen Exclaim!, välkomnar att bandet experimenterar mer på The Dead Eye än på tidigare album, men tycker att de tar experimenterandet för långt. Albumet låg på Sverigetopplistan i två veckor; som högst på fjortonde plats.

## Inspelning
The Dead Eye producerades av Tue Madsen, som också mixade och mastrade The Haunteds förra skiva Revolver, och av The Haunted. Trummorna spelades in i Puk Studio i Danmark mellan 1 och 7 maj 2006, medan resten av skivan spelades in i Madsens studio Antfarm Studio mellan den 8 och 31 maj. Tue Madsen mixade och mastrade The Dead Eye mellan den 1 och 15 juni. Puk Studio ligger avskilt, vilket gjorde att bandet kunde arbeta med inspelningen av trummorna att låta sig distraheras alltför mycket. De började med att prova sig fram med olika sorters trummor och mikrofoner, och med olika utplaceringar av mikrofonerna, för att få till det ljud de ville ha. Den 2 maj hade de påbörjat inspelningen av trummorna, och kommit till den tredje låten. Den 7 maj var de klara med inspelningen av trummorna, och åkte till Antfarm Studio för att spela in resten av skivan. I Antfarm Studio ägnade de några dagar åt att hitta rätt ljud, för att sedan börja spela in gitarrspåren. Fredagen den 12 maj gjorde de klart rytmgitarrspåren och fortsatte med gitarrmelodier och solon. Den 16 maj kom basisten Jonas Björler till studion och påbörjade inspelningen av elbasen, vilket tog ungefär fyra dagar. Måndagen den 22 maj anlände bandets sångare Peter Dolving till studion och påbörjade inspelningen av sången. Den 31 maj spelade de in sången på de två sista låtarna.
Gitarristen Anders Björler skriver att inspelningen av skivan tagit hela våren 2006 i anspråk. I januari började bandet repa och förbereda sig inspelningen, och när de lämnade studion i början av juni var det med en känsla av att ha skapat något kraftfullt. Han tycker att samarbetet med Tue Madsen gått bra: "Tue har samma musikaliska bakgrund som vi, så det var ganska enkelt att formulera idéer och förklara vår vision."
Peter Dolving berättar att han inför inspelningen av albumen var orolig att han inte skulle klara av att sjunga alla delar på skivan, men att det inte visade sig vara några problem. Han är väldigt stolt över skivan; hans favoritlåtar är "The Medusa" och "The Cynic". Dolving berättar att bandet reagerade på att på många nya skivor har trumspåren manipulerats så pass mycket i studion, att bandet sedan inte klarar av att spela låtarna live. Som en reaktion på detta är trummorna på The Dead Eye väldigt sparsamt redigerade. Han beskriver skivan som "ganska analytisk, nästan psykologisk på något sätt", och menar att den handlar mycket om att försöka genomskåda och förstå saker, vilket också skivomslaget ska avspegla. Dolving gillar det faktum att det är färre och kortare gitarrsolon på skivan än på tidigare album. Han tror att medan många människor kommer att älska skivan, kommer andra att hata den, vilket han inte bryr sig om. Han menar att bandet gör sin musik för sin egen skull och inte för någon annan.

## Utgivning

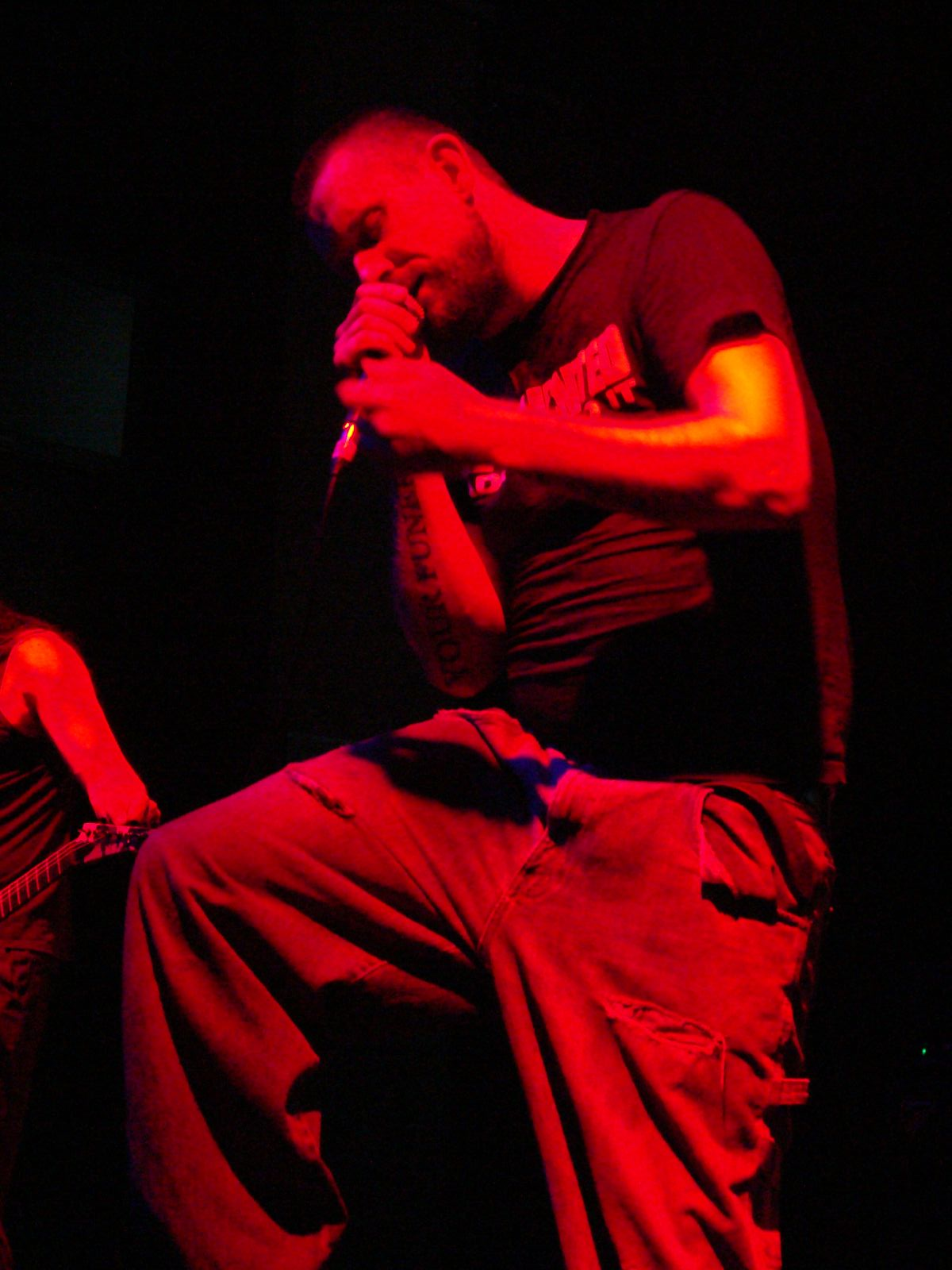
Sångaren Peter Dolving reagerade på att skivan diskuterades på bandets officiella forum redan innan dess utgivning.

I augusti 2006 meddelade The Haunted att The Dead Eye skulle släppas genom skivbolaget Century Media Records, den 30 oktober internationellt och den 31 oktober i Nordamerika. I september släpptes en bild på omslaget. Låten "The Medication" gjordes tillgänglig för lyssning den 4 september. Den 25 oktober, fem dagar innan skivans utgivning, lades ett elektroniskt vykort innehållande låtarna "The Medication" och "The Drowning" upp på Century Medias hemsida. Redan innan albumet släppts läckte exemplar av den ut, och diskuterades på bandets officiella forum. Detta förargade Dolving, och han kommenterade diskussionerna på skivan:
| ” | Självklart får ni hata [den nya skivan]. Jag påstår inget annat, MEN när ni pratar om VÅR musik som om ni håller METALS LAGBOK i era händer får ni mig att skratta, och gör mig lite ledsen. Vad fan? Det är musik, det är subjektivt. Om ni inte gillar det så gillar ni det inte, men snälla ... "The Dead" är The Haunted, och när vissa av er påstår att den inte är det ... Stick iväg för fan. Vi har gjort den här skivan som vi gillar, och vi är stolta som fan över den. | „ |

The Dead Eye släpptes den 31 oktober 2006 i Nordamerika och den 30 oktober i resten av världen, på skivbolaget Century Media Records. Man gav även ut en begränsad specialutgåva av albumet. På denna utgåva återfinns bonusspåren "The Highwire" (0:50) och The Program (4:55) på plats nio respektive fjorton, vilket gör att några av de ordinarie spåren på skivan blivit förskjutna. Med specialutgåvan följer även en bonus-DVD som innehåller en dokumentär om inspelningen av The Dead Eye (20:07), musikvideor till låtarna "All Against All" (4:32) och "No Compromise" (3:16), samt liveinspelningar av låtarna "99" (4:00) och "Abysmal" (4:57). På den japanska utgåvan av skivan återfinns bonusspåren "The Highwire", "The Burden" (03:41) och "The Program". Sju minuter in i sista låten på skivan, "The Guilt Trip", finns en dold bonuslåt som heter "The Exit".

### Musikvideor
Två musikvideor spelades in. Den första, till låten "The Flood", regisserades av Roger Johansson och släpptes den 30 oktober. En vecka innan, den 23 oktober, lade bandet upp en kortfilm från inspelningen av videon. Bandets andra musikvideo var The Drowning.

## Mottagande
Recensenten Eduardo Rivadavia på sidan Allmusic skriver att The Haunted påbörjade en breddning av sin stil redan på deras förra album, Revolver, och att de med The Dead Eye breddar sig ytterligare. De snabba thrashlåtar som varit i majoritet på bandets tidigare album utgör här mer undantag än regel, vilket, menar Rivadavia, kan komma att skrämma bort en del av bandets anhängare. Sångaren Peter Dolving ägnar sig inte längre bara åt growl och hardcoreinspirerade skrik, utan sjunger även vanligt. Rivadavia har åsikten att The Dead Eye utgör en positiv utveckling av bandets ljud. Keith Bergman på Blabbermouth.net menar för den som lyssnat ordentligt på Revolver bör inte The Dead Eye komma som en överraskning. Han skriver att skivan är mer organisk än tidigare album, och att fokus ligger på imponerande sångskrivande och intensivt spelande. De mest effektiva låtarna på skivan är de där dynamiken varierar mellan de olika delarna. Bergman anser att The Haunted på The Dead Eye funnit ett mer moget sätt att uttrycka sig, utan att för den skull tappa i intensitet.
Jackie Smit på webbsidan Chronicles of Chaos skriver att den mer melodiska inriktning som finns på The Dead Eye kunde anas redan på bandets andra album, Made Me Do It. Smit tycker att The Dead Eye inte når upp till samma standard som Revolver, och han menar att flera av låtarna är för lättillgängliga, jämfört med bandets tidigare album. Han tycker dock att skivan är bra, även om den inte är The Haunteds bästa skiva. Greg Pratt på tidningen Exclaim! välkomnar att bandet experimenterar mer på The Dead Eye, något han saknat på tidigare The Haunted-album, men han tycker tyvärr att de går för långt i sitt experimenterande. "The Flood" påminner om banden Pantera och Black Label Society, "The Medication" låter som tidigare låtar av bandet, "The Drowning" tar in grunge-influenser, och så vidare, och det blir till slut för mycket för Pratt, som menar att det inte längre går att uttyda bandets musikaliska bakgrund.
The Dead Eye låg på Sverigetopplistan i två veckor. Den gick in på fjortonde plats, för att under andra veckan sjunka till plats 46. På den amerikanska tidningen Billboards listor "Top Heatseekers" och "Top Independent Albums" år 2006 hamnade skivan på plats 18 respektive 38.

## Låtlista
| Nr  | Titel           | Text          | Musik                                  | Längd |
| --- | --------------- | ------------- | -------------------------------------- | ----- |
| 1.  | The Premonition |               | Anders Björler                         | 0:58  |
| 2.  | The Flood       | Peter Dolving | Anders Björler                         | 4:07  |
| 3.  | The Medication  | Dolving       | Anders Björler                         | 3:10  |
| 4.  | The Drowning    | Dolving       | Jonas Björler, Dolving, Anders Björler | 4:13  |
| 5.  | The Reflection  | Dolving       | Anders Björler                         | 3:47  |
| 6.  | The Prosecution | Dolving       | Jonas Björler                          | 3:50  |
| 7.  | The Fallout     | Dolving       | Anders Björler                         | 4:22  |
| 8.  | The Medusa      | Dolving       | Jonas Björler, Anders Björler          | 4:05  |
| 9.  | The Shifter     | Dolving       | Anders Björler                         | 2:55  |
| 10. | The Cynic       | Dolving       | Anders Björler                         | 3:48  |
| 11. | The Failure     | Dolving       | Dolving, Anders Björler, Jonas Björler | 5:10  |
| 12. | The Stain       | Dolving       | Jonas Björler, Anders Björler          | 4:14  |
| 13. | The Guilt Trip  | Dolving       | Jonas Björler, Anders Björler          | 10:17 |

Källa

## Medverkande
The Haunted
- Peter Dolving – sång
- Anders Björler – elgitarr
- Patrik Jensen – elgitarr
- Jonas Björler – elbas
- Per Möller Jensen – trummor

Produktion
- Producerad av Tue Madsen och The Haunted
- Mixad av Tue Madsen
- Mastrad av Tue Madsen
- Design av Swedish Arms

Källa